# Mandarin (Citrus reticulata)
 For alternative betydninger, se Mandarin. (Se også artikler, som begynder med Mandarin)
Mandarin (Citrus reticulata) er navnet på et lille, stedsegrønt træ. Det har fået sit navn på grund af frugternes farve, som minder om de kinesiske embedsmænds, mandarinernes, embedsdragt (se Mandarin (frugt)). Blade og skud dufter stærkt af citrusolier, når de bliver beskadiget.

## Beskrivelse
Vækstformen er stivgrenet og opret, men senere bliver den tæt og kuplet. Barken er først blank og græsgrøn, men snart bliver den brunspættet af lyse korkporer, og gamle grene og stammer får til sidst en gråbrun, svagt furet bark. Skuddene er ofte tornede. 
Knopperne er spredtstillede, bittesmå, knudeformede og lysegrønne. Bladene er lancetformede med lang spids. Bladranden er utydeligt bugtet, og bladstilken er vinget, så bladpladen og stilkens vinger glider over i hinanden. Oversiden er blank og mørkegrøn, mens undersiden er lysegrøn. 
Blomstringen sker over en lang periode af sommeren og sideløbende med dannelsen af umodne og modne frugter. Blomsterne er 5-tallige med lange, smalle kronblade. De sidder samlet i små stande ved bladhjørnerne. Frugterne er bær med mange kerner.
Rodnettet er svagt udviklet, og planten kommer let til at lide under vandmangel, hvis den ikke dyrkes podet på rødder af citron eller dværgcitron. 
Højde x bredde og årlig tilvækst: 5 x 5 m (25 x 25 cm/år).

## Hjemsted
Arten formodes at have sin oprindelse i subtropiske skove i det sydvestlige Kina. 
Den findes stadig vildtvoksende i bjergskovene ved Yangtze-flodens afvandingsområde i Kina. Her ses den på fugtig og næringsrig bund i Yunnan sammen med bl.a. abrikos, almindelig hjertetræ, dværgelm, Eucommia ulmoides, fersken, kamfertræ, kinesisk cunninghamia, koreapil, paternostertræ, skyrækker, tempeltræ, tårepil, vandgran, virakfyr, yunnanfyr, ægte valnød og savbladet eg.

## Anvendelse
Frugterne bruges næsten udelukkende i frisk tilstand. Olien fra frugter og blade bruges i naturmedicin.

## Note
1. ↑  Changjiang Soil Conservation Monitoring Center:Forestry Guidelines for the Changjiang/Pearl River Watershed Rehabilitation Project (engelsk)

| Portal | Portal:Botanik |